# Stratos Perperoglou
Efstratios "Stratos" Perperoglou (Drama (Grécia), Grécia 7 de agosto de 1984) é um basquetebolista gregoo, que atualmente joga pelo FC Barcelona Lassa na Liga ACB e Euroliga